# Piramida Nisz
Piramida Nisz (hiszp. Pirámide de los Nichos) – mezoamerykańska piramida schodkowa znajdująca się w El Tajín w Meksyku. 

## Budowa
Piramidę zbudowano na planie kwadratu o długości boków 36 m. Składa się ona z siedmiu kondygnacji o wysokości 3 m, przy czym ostatnia kondygnacja jest bardzo zniszczona i w obecnym stanie wysokość piramidy wynosi około 18 m. Na każdym poziomie znajdują się równomiernie rozmieszczone nisze, których jest łącznie 365. Po wschodniej stronie budowli znajdują się szerokie schody prowadzące na szczyt, wzdłuż których znajduje się pięć płaskich ołtarzy z trzema mniejszymi niszami. Na szczycie piramidy znajdowało się kilka skomplikowanych płaskorzeźb przedstawiających wysokiej rangi członków miejscowej społeczności.

## Historia
Archeolodzy szacują, że budowla powstała między 1100 a 1150 rokiem w czasie największego rozkwitu miasta El Tajín i w przeciwieństwie do większości mezoamerykańskich piramid nie była wznoszona etapami, lecz „od razu”. Archeolog José García Payón uważa, że do jej budowy użyto piaskowca, który pozyskiwano z okolic rzeki Cazones oddalonej od El Tajín o ok. 35–40 km. Po ukończeniu piramidę pomalowano na czerwono, a jej nisze na czarno.
Przeprowadzone badania oraz symbolika budowli wskazują na to, że była ona powiązana z pomiarami czasu i zjawiskami astronomicznymi. Meksykańska archeolog Patricia Castillo wraz z polskim badaczem Stanisławem Iwaniszewskim wykonali serię pomiarów i obserwacji Słońca w różnych porach roku, by potwierdzić znaczenie budowli dla cyklu rolniczego i religijnego. Odkryli, że w marcu o wschodzie słońca można zaobserwować na piramidzie efekt światła i cienia. Gdy słońce zaczyna wschodzić nad pobliskim wzgórzem, jego promienie stopniowo oświetlają piramidę, począwszy od najwyższej kondygnacji. Co minutę światło oświetla kolejny poziom aż do podstawy. Wówczas cała piramida jest spowita słońcem, podczas gdy pozostałe budowle pozostają w półmroku. Prawdopodobnie efekt ten miał symbolizować zstąpienie boga Quetzalcoatla, którego pojawienie się miało oznaczać początek zasiewów i udane zbiory.
Po upadku miasta El Tajín lokalna ludność nadal odwiedzała ją i dbała, by piramida nie zarosła dżunglą. Jej istnienie odkrył w 1785 roku Diego Ruiz podczas poszukiwań pól tytoniowych. Mimo to badania miasta rozpoczęto dopiero w 1924 roku po tym, jak rząd meksykański przeznaczył na ten cel fundusze. W 1939 roku pracę nad wykopaliskami przejął José García Payón, który prowadził je przez kolejnych czterdzieści lat.

## Galeria

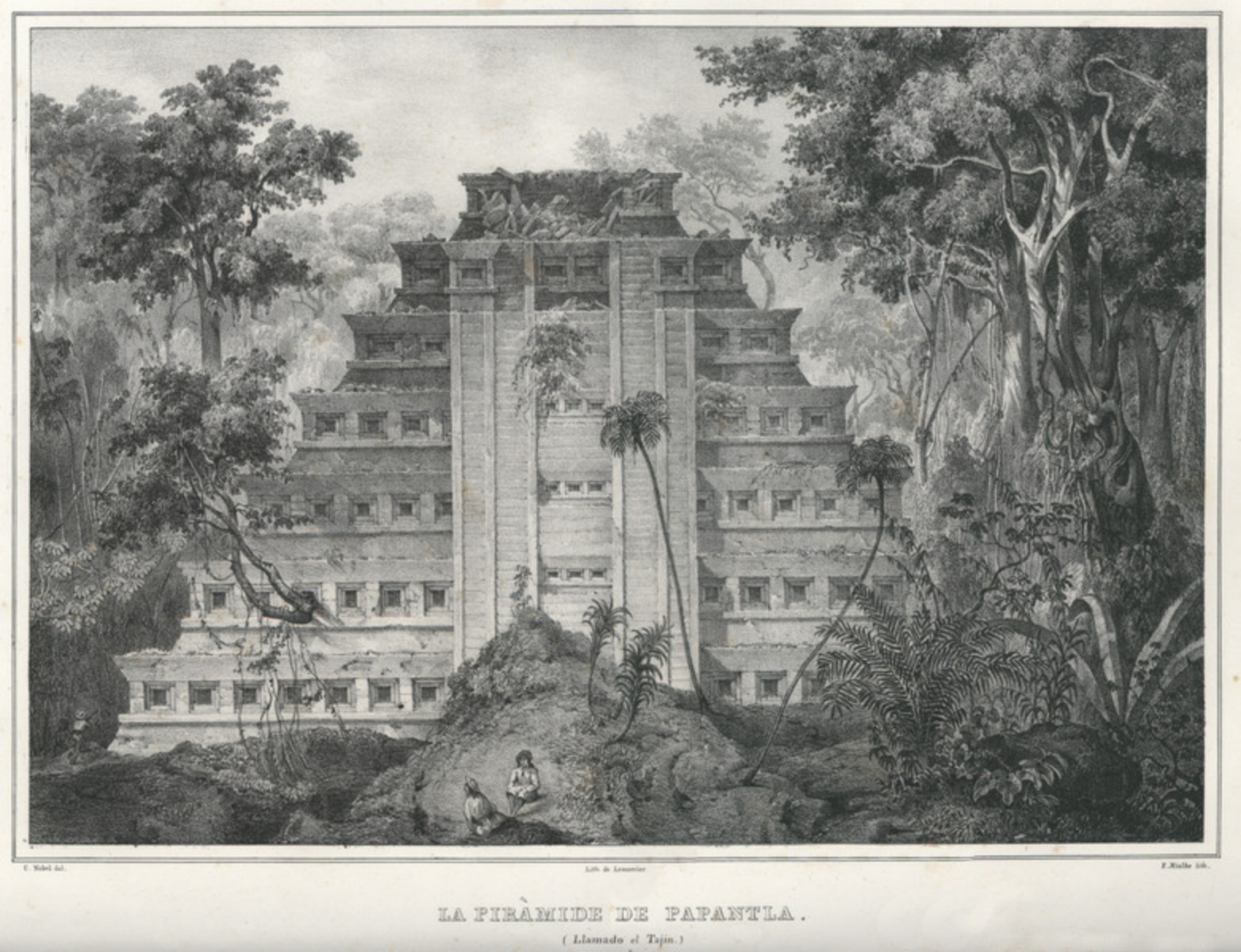
Rysunek piramidy z 1836 roku wykonany przez Carla Nebela
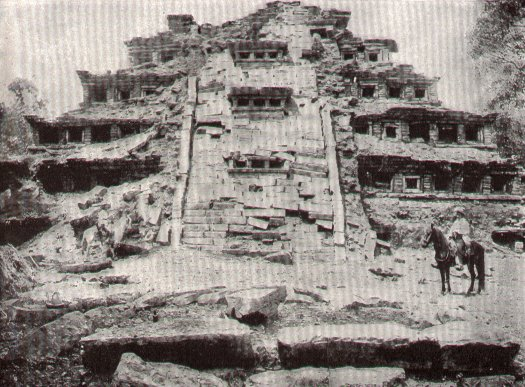
Piramida w 1913 roku
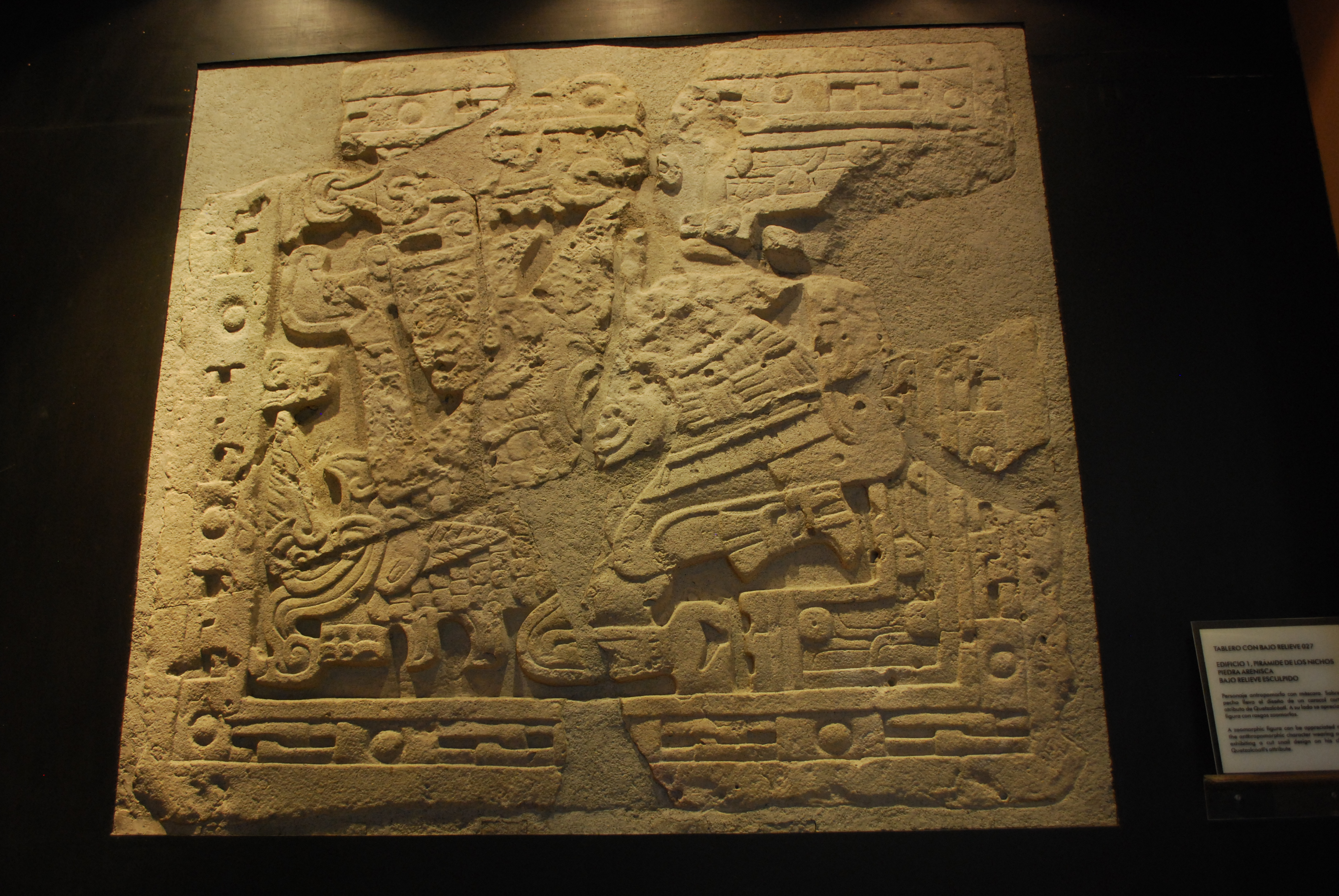
Tablica 27 z Piramidy Nisz
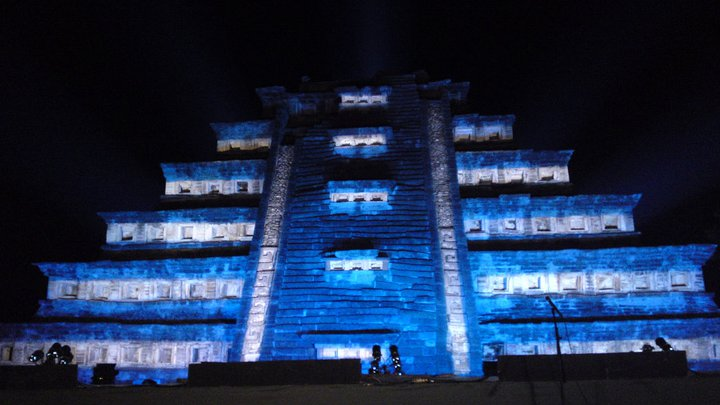
Nocne oświetlenie piramidy